# Dalet (album)
Albums de Masada
Gimel Hei
Dalet est un album de Masada sorti en 1994 sur le label DIW. Les 3 compositions sont de John Zorn.
L'édition originale de juin 1995 n'était pas vendue mais offerte en échange d'une preuve d'achat des trois premiers volumes de Masada (Alef, Beit et Gimel). L'album a été réédité et mis en vente en 1997 comme un album ordinaire.

## Titres
| 1.    | Midbar | 6:20 |
| 2.    | Mahlah | 8:19 |
| 3.    | Zenan  | 3:57 |
| 18:36 |        |      |

## Personnel
- John Zorn - saxophone
- Dave Douglas - trompette
- Greg Cohen - basse
- Joey Baron - batterie